# Classics (Aphex Twin)
Classics è una compilation del musicista Richard D. James, pubblicata nel 1994 dalla R&S Records con lo pseudonimo Aphex Twin.
L'album, che raccoglie tutte le tracce dai singoli Digeridoo, Xylem Tube e altre rarità in un unico CD, è l'unico album di Aphex Twin pubblicato dalla R&S Records dopo il passaggio di James alla Warp Records.
Le tracce sono state quasi tutte composte con sintetizzatori analogici e drum machine. Le tracce 11 e 12 sono remix del brano We Have Arrived del DJ Mescalinum United. Il brano Isopropanol è presente anche nell'EP Analogue Bubblebath col titolo Isopropophlex, e la traccia Tamphex contiene dei campionamenti da uno spot pubblicitario della Tampax.
L'album è stato scelto da Q Magazine come uno dei 50 album più pesanti nel luglio 2001

## Tracce
1. Digeridoo – 7:08
2. Flap Head – 6:57
3. Phloam – 5:30
4. Isopropanol – 6:20
5. Polynomial-C – 4:43
6. Tamphex (Headphuq Mix) – 6:28
7. Phlange Phace – 5:19
8. Dodeccaheedron – 6:05
9. Analogue Bubblebath 1 – 4:44
10. Metapharstic – 4:31
11. We Have Arrived (Aphex Twin QQT Mix) – 4:20
12. We Have Arrived (Aphex Twin TTQ Mix) – 5:03
13. Digeridoo (Live in Cornwall, 1990) – 6:20